# 程震
程震，福建福州府侯官县人，明朝政治人物、進士出身。

## 生平
永樂十二年（1414年），福建甲午乡试中舉。永樂十三年（1415年），登乙未科會試中進士。